# Léon II de Mingrélie
Léon II de Mingrélie (Levan II Dadiani; géorgien : ლევან [ლეონ] II დადიანი; 1591-1657) est un membre de la maison des Dadiani qui
règne sur la principauté de Mingrélie en Géorgie occidentale.
Levan est le fils  du prince   Mamouka Ier de Mingrélie et de Nestan-Darejan, une fille du roi  Alexandre II de Kakhétie et il est élevé à la cour de son grand-père maternel jusqu'à l'âge de 14 ans avant de devenir prince de Mingrélie après le décès de son père lors d'un accident de chasse.
Pendant la décennie 1620, Léon engage un conflit armée aux côtés de l' Abkhazie et de la Gourie contre Georges III d'Iméréthie. Il a accuse ensuite sa première épouse  Abkhazienne d'adultère avec son échanson, lui fait couper les oreilles et le nez et l'a chasse de Mingrélie. Il envahit et  pille ensuite l'Abkhazie, empoisonne ses deux fils, enlève et épouse Daredjan Chilaké la femme de son oncle Georges Lipartiani. Il attaque à plusieurs reprises l'Imérethie, en confisquant le bétail et en prenant des otages pour obtenir une rançon. En 1646 il détruit les murs de Koutaïssi avec ses canons et pille le pays. Il capture en 1647 le prince Mamouka d'Imerethie, qui avait été désigné comme futur roi et qui tentait de résister à ses entreprises et le fait aveugler dans sa prison où il meurt en 1654. Cette action indigne incite Rostom de Kartli, son beau-frère époux de sa sœur, à le maudire solennellement . Tout au long du règne de quarante-six ans Léon, est connu pour pratiquer diverses formes de barbarie, de mutilation et de torture. Il normalise la pratique consistant à faire des prisonniers qu'il libère contre une rançon, rendant la guerre plus profitable parmi les seigneurs de la guerre dans l'ouest de la Géorgie. Mais il a encourage également  le commerce des marchands étrangers et est reconnu comme un administrateur compétent. Il  stimule la pratique de l'orfèvrerie et utilise de grandes quantités de richesse pour la décoration des églises et des monuments. En mars 1657, désespéré devant le cadavre de son fils, il se frappe avec un bâton et tombe mort.